# André-Salifou-Universität Zinder
Die André-Salifou-Universität Zinder (französisch Université André Salifou de Zinder) ist eine staatliche Universität in der Stadt Zinder in Niger.

## Geschichte

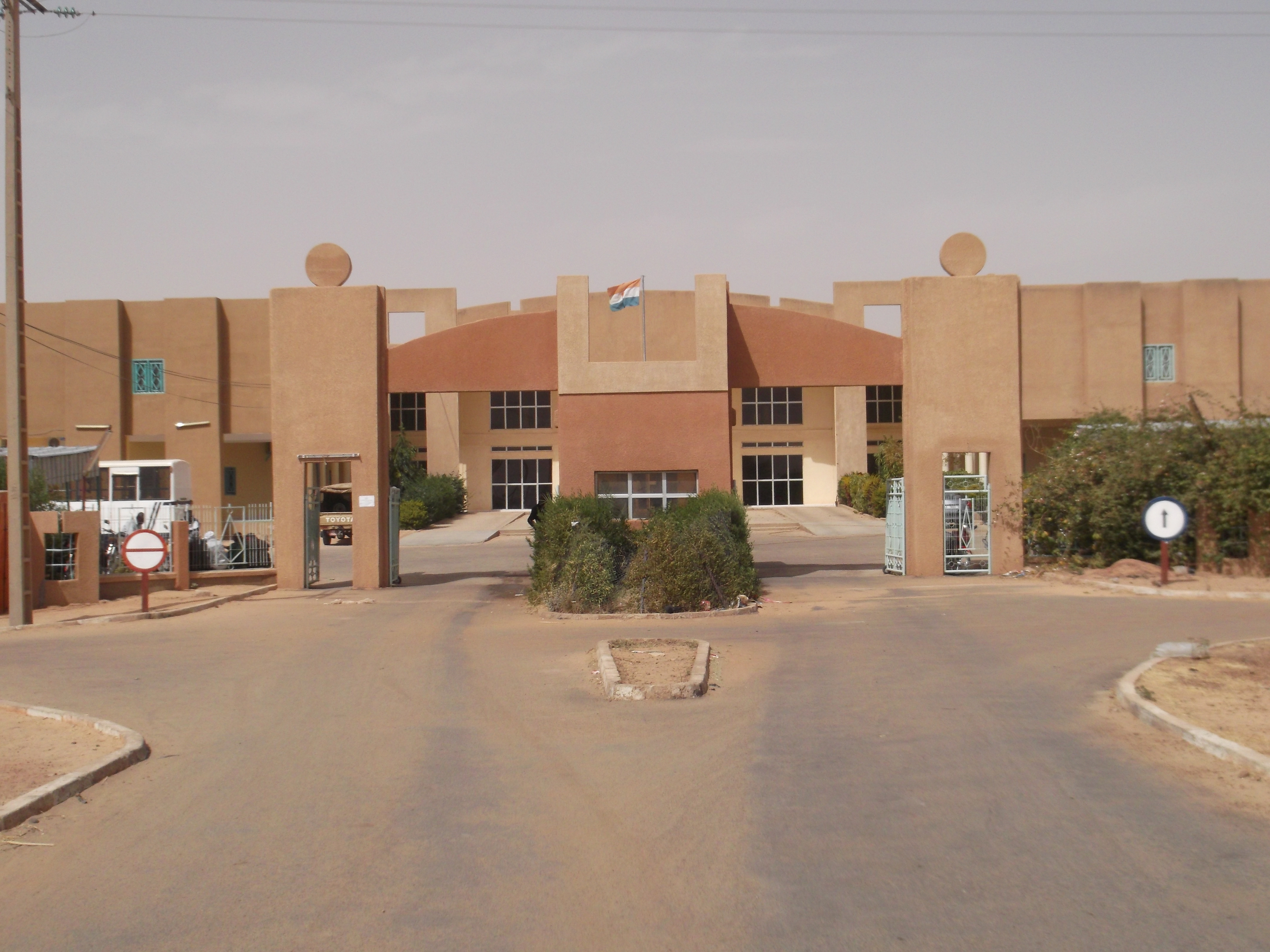
Universität Zinder (2013)

Die Hochschule wurde durch eine Verordnung vom 1. Juli 2010 als Universität Zinder (Université de Zinder) gegründet. Sie ging aus einem in Zinder angesiedelten Technischen Universitätsinstitut der Abdou-Moumouni-Universität Niamey hervor. Auf gleiche Weise wurden zum selben Zeitpunkt die Universität Maradi und die Universität Tahoua geschaffen.
Zum ersten Rektor der Universität Zinder wurde am 9. Dezember 2010 Kokou Henri Motcho ernannt. Seine ersten beiden Nachfolger waren Mahamane Laoualy Abdoulaye ab 10. April 2014 und Bazanfaré Mahaman ab 10. April 2015. Von Seiten des wissenschaftlichen Universitätspersonals kam es mehrmals zu Streikaufrufen gegen die schlechten Arbeitsbedingungen. Studierendenvertreter forderten im Mai 2016 unter anderen die Auszahlung ihrer seit mehreren Monaten ausständigen Stipendien. Im Studienjahr 2018/2019 waren 6851 Studierende an der Universität Zinder eingeschrieben, darunter 1305 Frauen. Bei Straßenprotesten und einem Sit-in am Sitz des Gouverneurs der Region Zinder im Oktober 2010 forderten Studierende die Errichtung neuer Labore, Hörsäle und Wohneinheiten. Mit Oumarou Habou wurde am 23. September 2021 ein neuer Rektor ernannt.
Am 7. April 2022 wurde die Universität Zinder nach dem nigrischen Historiker André Salifou in André-Salifou-Universität Zinder (Université André Salifou de Zinder) umbenannt. Am 9. September 2023 wurde Aboubacar Zakari zum Rektor ernannt. Ihm folgte am 13. November 2024 Kabirou Souley als Rektor nach.

## Campus
Das Gelände der André-Salifou-Universität Zinder befindet sich im Arrondissement Zinder III an der Nationalstraße 11. Er erstreckt sich über eine Fläche von 25 Hektar. Das Areal grenzt im Norden an einen Koranschulkomplex, im Osten an ein Gelände der Streitkräfte Nigers und den Stadtpark von Zinder, im Westen an ein Wohngebiet und im Süden an den muslimischen Friedhof des Stadtviertels Garin Malam. Die Zentralbibliothek der André-Salifou-Universität Zinder umfasst rund 21.000 Werke zu allen Ausbildungsbereichen.

## Abteilungen
- Geistes- und humanwissenschaftliche Fakultät
- Gesundheitswissenschaftliche Fakultät
- Naturwissenschaftliche und technische Fakultät
- Pädagogische Fakultät
- Technisches Universitätsinstitut[7]

## Netzwerke
Die André-Salifou-Universität Zinder ist Mitglied folgender Hochschulnetzwerke:
- Agence Universitaire de la Francophonie (AUF) – Universitätsagentur der Francophonie
- Conférence des recteurs des universités francophones d’Afrique et de l’océan Indien (CRUFAOCI) – Rektorenkonferenz der französischsprachigen Universitäten Afrikas und des Indischen Ozeans
- Conseil africain et malgache pour l’enseignement supérieur (CAMES) – afrikanischer und madagassischer Rat für höhere Bildung
- Réseau pour l’excellence de l’enseignement supérieur en Afrique de l’Ouest (REESAO) – Netzwerk für Exzellenz der höheren Bildung in Westafrika[15]